# 이바라키현 선거구
이바라키현 선거구(일본어: 茨城県選挙区)는 일본의 참의원 선거구이다.

## 선거구 정보
| 지역      | 이바라키현 전역          |
| 의원 정수 | 4명 (개선 정수 2명)      |
| 유권자 수 | 2,413,703명 (2022년 9월) |

## 역대 의원
| 홀수회                       | 홀수회                         | 홀수회        | 짝수회        | 짝수회                     | 짝수회                                    |
| 의원 1                       | 의원 2                         | 선거          | 선거          | 의원 1                     | 의원 2                                    |
| ---------------------------- | ------------------------------ | ------------- | ------------- | -------------------------- | ----------------------------------------- |
| 유키 야스지 (무소속)         | 시바타 마사지 (일본자유당)     | 1947년 제1회  | 1947년 제1회  | 오하타 노부오 (일본사회당) | 이케다 쓰네오 (무소속)                    |
| 유키 야스지 (무소속)         | 미야타 시게후미 (자유당)       | 1950년 보궐   | 1950년 제2회  | 고리 유이치 (자유당)       | 기쿠타 시치헤이 (국민민주당)              |
| 미야타 시게후미 (자유당)     | 무토 쓰네스케 (개진당)         | 1953년 제3회  |               | 고리 유이치 (자유당)       | 기쿠타 시치헤이 (국민민주당)              |
| 미야타 시게후미 (자유당)     | 무토 쓰네스케 (개진당)         |               | 1956년 제4회  | 모리 모토지로 (일본사회당) | 고리 유이치 (자유민주당)                  |
| 오모리 소조 (일본사회당)     | 무토 쓰네스케 (자유민주당)     | 1959년 제5회  |               | 모리 모토지로 (일본사회당) | 고리 유이치 (자유민주당)                  |
| 오모리 소조 (일본사회당)     | 무토 쓰네스케 (자유민주당)     |               | 1962년 제6회  | 고리 유이치 (자유민주당)   | 모리 모토지로 (일본사회당)                |
| 오모리 소조 (일본사회당)     | 스즈키 이치지 (자유민주당)     | 1963년 보궐   |               | 고리 유이치 (자유민주당)   | 모리 모토지로 (일본사회당)                |
| 나카무라 기시로 (자유민주당) | 오모리 소조 (일본사회당)       | 1965년 제7회  |               | 고리 유이치 (자유민주당)   | 모리 모토지로 (일본사회당)                |
| 나카무라 기시로 (자유민주당) | 오모리 소조 (일본사회당)       |               | 1968년 제8회  | 고리 유이치 (자유민주당)   | 모리 모토지로 (일본사회당)                |
| 나카무라 기시로 (자유민주당) | 다케우치 후지오 (자유민주당)   | 1971년 제9회  |               | 고리 유이치 (자유민주당)   | 모리 모토지로 (일본사회당)                |
| 나카무라 도미 (기타)         | 다케우치 후지오 (자유민주당)   | 1972년 보궐   |               | 고리 유이치 (자유민주당)   | 모리 모토지로 (일본사회당)                |
| 나카무라 도미 (기타)         | 다케우치 후지오 (자유민주당)   |               | 1974년 제10회 | 야타베 오사무 (일본사회당) | 이와카미 다에코 (이바라키현 흥농정치연맹) |
| 나카무라 도미 (기타)         | 고리 유이치 (자유민주당)       | 1975년 보궐   |               | 야타베 오사무 (일본사회당) | 이와카미 다에코 (이바라키현 흥농정치연맹) |
| 고리 유이치 (자유민주당)     | 다카스기 미치타다 (일본사회당) | 1977년 제11회 |               | 야타베 오사무 (일본사회당) | 이와카미 다에코 (이바라키현 흥농정치연맹) |
| 고리 유이치 (자유민주당)     | 다카스기 미치타다 (일본사회당) |               | 1978년 보궐   | 야타베 오사무 (일본사회당) | 이와카미 니로 (자유민주당)                |
| 고리 유이치 (자유민주당)     | 다카스기 미치타다 (일본사회당) |               | 1980년 제12회 | 이와카미 니로 (자유민주당) | 야타베 오사무 (일본사회당)                |
| 소네다 이쿠오 (자유민주당)   | 다카스기 미치타다 (일본사회당) | 1983년 제13회 |               | 이와카미 니로 (자유민주당) | 야타베 오사무 (일본사회당)                |
| 소네다 이쿠오 (자유민주당)   | 다카스기 미치타다 (일본사회당) |               | 1986년 제14회 | 이와카미 니로 (자유민주당) | 야타베 오사무 (일본사회당)                |
| 다네다 마코토 (일본사회당)   | 가노 아키오 (자유민주당)       | 1989년 제15회 | 1989년 보궐   | 노무라 이쓰오 (자유민주당) | 야타베 오사무 (일본사회당)                |
| 다네다 마코토 (일본사회당)   | 가노 야스 (자유민주당)         | 1992년 보궐   | 1992년 제16회 | 노무라 이쓰오 (자유민주당) | 야타베 오사무 (일본사회당)                |
| 가노 야스 (자유민주당)       | 고바야시 모토 (신진당)         | 1995년 제17회 |               | 노무라 이쓰오 (자유민주당) | 야타베 오사무 (일본사회당)                |
| 가노 야스 (자유민주당)       | 고바야시 모토 (신진당)         |               | 1998년 제18회 | 군지 아키라 (민주당)       | 구노 고이치 (자유민주당)                  |
| 가노 야스 (자유민주당)       | 고바야시 모토 (민주당)         | 2001년 제19회 |               | 군지 아키라 (민주당)       | 구노 고이치 (자유민주당)                  |
| 가노 야스 (자유민주당)       | 고바야시 모토 (민주당)         |               | 2003년 보궐   | 군지 아키라 (민주당)       | 오카다 히로시 (자유민주당)                |
| 가노 야스 (자유민주당)       | 고바야시 모토 (민주당)         |               | 2004년 제20회 | 오카다 히로시 (자유민주당) | 군지 아키라 (민주당)                      |
| 후지타 유키히사 (민주당)     | 하세가와 다몬 (자유민주당)     | 2007년 제21회 |               | 오카다 히로시 (자유민주당) | 군지 아키라 (민주당)                      |
| 후지타 유키히사 (민주당)     | 하세가와 다몬 (자유민주당)     |               | 2010년 제22회 | 오카다 히로시 (자유민주당) | 군지 아키라 (민주당)                      |
| 고즈키 료스케 (자유민주당)   | 후지타 유키히사 (민주당)       | 2013년 제23회 |               | 오카다 히로시 (자유민주당) | 군지 아키라 (민주당)                      |
| 고즈키 료스케 (자유민주당)   | 후지타 유키히사 (민주당)       |               | 2016년 제24회 | 오카다 히로시 (자유민주당) | 군지 아키라 (민진당)                      |
| 고즈키 료스케 (자유민주당)   | 오누마 다쿠미 (입헌민주당)     | 2019년 제25회 |               | 오카다 히로시 (자유민주당) | 군지 아키라 (민진당)                      |
| 고즈키 료스케 (자유민주당)   | 오누마 다쿠미 (입헌민주당)     |               | 2022년 제26회 | 가토 아키요시 (자유민주당) | 도고미 마키코 (무소속)                    |

## 최근 선거 결과

### 2016년 (제24회)
| 제24회 참의원 의원 통상선거이바라키현 선거구 (정수: 2명)   |               |               |             |        |      |             |
| 투표일: 2016년 7월 10일유권자수: 2,457,957명투표율: 50.77% |               |               |             |        |      |             |
| 후보                                                       | 후보          | 정당          | 득표        | 득표율 | 당락 | 비고        |
|                                                            | 오카다 히로시 | 자유민주당    | 609,636표   | 50.33% | 당선 | 공명당 추천 |
|                                                            | 군지 아키라   | 민진당        | 306,050표   | 25.27% | 당선 |             |
|                                                            | 고바야시 교코 | 일본공산당    | 113,833표   | 9.40%  |      |             |
|                                                            | 무토 유코     | 오사카 유신회 | 86,866표    | 7.17%  |      |             |
|                                                            | 이시하라 준코 | 무소속        | 78,655표    | 6.49%  |      |             |
|                                                            | 나카무라 고키 | 행복실현당    | 16,282표    | 1.34%  |      |             |
| 합계                                                       | 합계          | 합계          | 1,211,322표 |        |      |             |

### 2019년 (제25회)
| 제25회 참의원 의원 통상선거이바라키현 선거구 (정수: 2명)   |               |                            |             |        |      |                 |
| 투표일: 2019년 7월 21일유권자수: 2,431,531명투표율: 45.02% |               |                            |             |        |      |                 |
| 후보                                                       | 후보          | 정당                       | 득표        | 득표율 | 당락 | 비고            |
|                                                            | 고즈키 료스케 | 자유민주당                 | 507,260표   | 47.92% | 당선 | 공명당 추천     |
|                                                            | 오누마 다쿠미 | 입헌민주당                 | 237,614표   | 22.45% | 당선 | 사회민주당 지지 |
|                                                            | 오우치 구미코 | 일본공산당                 | 129,151표   | 12.20% |      |                 |
|                                                            | 우미노 도루   | 일본유신회                 | 125,542표   | 11.86% |      |                 |
|                                                            | 다나카 겐     | NHK로부터 국민을 지키는 당 | 58,978표    | 5.57%  |      |                 |
| 합계                                                       | 합계          | 합계                       | 1,058,545표 |        |      |                 |

### 2022년 (제26회)
| 제26회 참의원 의원 통상선거이바라키현 선거구 (정수: 2명)   |                     |            |             |        |      |                             |
| 투표일: 2022년 7월 10일유권자수: 2,409,694명투표율: 47.22% |                     |            |             |        |      |                             |
| 후보                                                       | 후보                | 정당       | 득표        | 득표율 | 당락 | 비고                        |
|                                                            | 가토 아키요시       | 자유민주당 | 544,187표   | 49.86% | 당선 | 공명당 추천                 |
|                                                            | 도고미 마키코       | 무소속     | 197,292표   | 18.08% | 당선 | 입헌민주당, 국민민주당 추천 |
|                                                            | 사사키 리카         | 일본유신회 | 159,017표   | 14.57% |      |                             |
|                                                            | 오우치 구미코       | 일본공산당 | 105,735표   | 9.69%  |      |                             |
|                                                            | 기쿠치 마사야       | 참정당     | 48,582표    | 4.45%  |      |                             |
|                                                            | 무라타 다이치       | NHK당      | 16,966표    | 1.55%  |      |                             |
|                                                            | 니와 시게유키       | NHK당      | 14,724표    | 1.35%  |      |                             |
|                                                            | 나칸다카리 데쓰마사 | 무소속     | 4,866표     | 0.45%  |      |                             |
| 합계                                                       | 합계                | 합계       | 1,091,369표 |        |      |                             |

## 같이 보기
- 이바라키현 제1구
- 이바라키현 제2구
- 이바라키현 제3구
- 이바라키현 제4구
- 이바라키현 제5구
- 이바라키현 제6구
- 이바라키현 제7구